# Jean de Bedoire
Jean de Bedoire (pronúncia em francês: [də bɛdwaʁ]; Estocolmo, 28 de dezembro de 1728 – Estocolmo, 30 de dezembro de 1800) foi um cônsul sueco.
Jean de Bedoire nasceu em congregação luterana francesa de Estocolmo. A família dele era da França e eram huguenotes, filho do Frans Bedoire da família Bedoire e da dama da nobreza escocesa Maria Elisabeth Ross.
Tornou-se estudante em 1746 na Universidade de Uppsala, mas começou a trabalhar como escriturário no escritório comercial de seu parente Jean Henrik Le Febure em Estocolmo no ano 1747.
Bedoire foi cônsul da Suécia na capital portuguesa, Lisboa. Durante seu tempo em Lisboa, atuou como agente na corte portuguesa. Além disso, viajou ao Brasil, de onde trouxe um animal desconhecido na fauna europeia. Ele enviou o animal para seu irmão, que o entregou ao Jardim Botânico da Universidade de Uppsala.